# Ulkokuja
Ulkokuja är klippor i Finland.   De ligger i landskapet Mellersta Österbotten, i den centrala delen av landet, 400 km norr om huvudstaden Helsingfors.
Terrängen runt Ulkokuja är mycket platt. Havet är nära Ulkokuja åt nordväst. Runt Ulkokuja är det glesbefolkat, med 13 invånare per kvadratkilometer. Närmaste större samhälle är Himango, 7,9 km sydost om Ulkokuja. I omgivningarna runt Ulkokuja växer i huvudsak blandskog.